# فرانک ریستر
فرانک ریستر (انگلیسی: Franck Riester؛ زادهٔ ۳ ژانویهٔ ۱۹۷۴) سیاستمدار و وزیر فرهنگ فرانسه است. وی از سال ۲۰۰۷ تا ۲۰۱۸ عضو مجمع ملی فرانسه بود. در مارس ۲۰۲۰ در هنگام شیوع کروناویروس آزمایش COVID-19 وی مثبت اعلام شد.